# Synapsis tridens
Synapsis tridens är en skalbaggsart som beskrevs av Sharp 1881. Synapsis tridens ingår i släktet Synapsis och familjen bladhorningar. Inga underarter finns listade i Catalogue of Life.